# 2008 en Slovaquie
Cet article présente les faits marquants de l'année 2008 en Slovaquie.

## Évènements
- Lundi 28 avril 2008 : le groupe d'électronique grand public Sony inaugure près de Bratislava son plus grand site mondial d'assemblage de téléviseurs à cristaux liquides (LCD) pour le marché européen avec une capacité à terme de 4 millions d'unités par an. L'usine emploiera fin décembre, 3 500 personnes et produira sous la marque « Bravia », l'investissement initiale est de 100 millions €.

- Samedi 1er novembre 2008 : graves incidents contre la minorité hongroise lors d'un match de football du championnat de Slovaquie joué à Dunajská Streda, une ville du sud-ouest du pays, où les tensions sont vives avec la minorité hongroise. Plus de 50 personnes ont été blessées dans les affrontements, 31 supporteurs ont été arrêtés par la police.

- Mardi 16 décembre 2008 : le ministère des Transports annonce que le consortium « Vinci/ABM Amro Highway » a remporté l'appel d'offre de 725 M€ pour la construction d'un tronçon d'autoroute de 53 km dans le centre de la Slovaquie, entre les villes de Nitra et Hronsky Benadik, ainsi qu'une voie de contournement.